# Contea di Marin

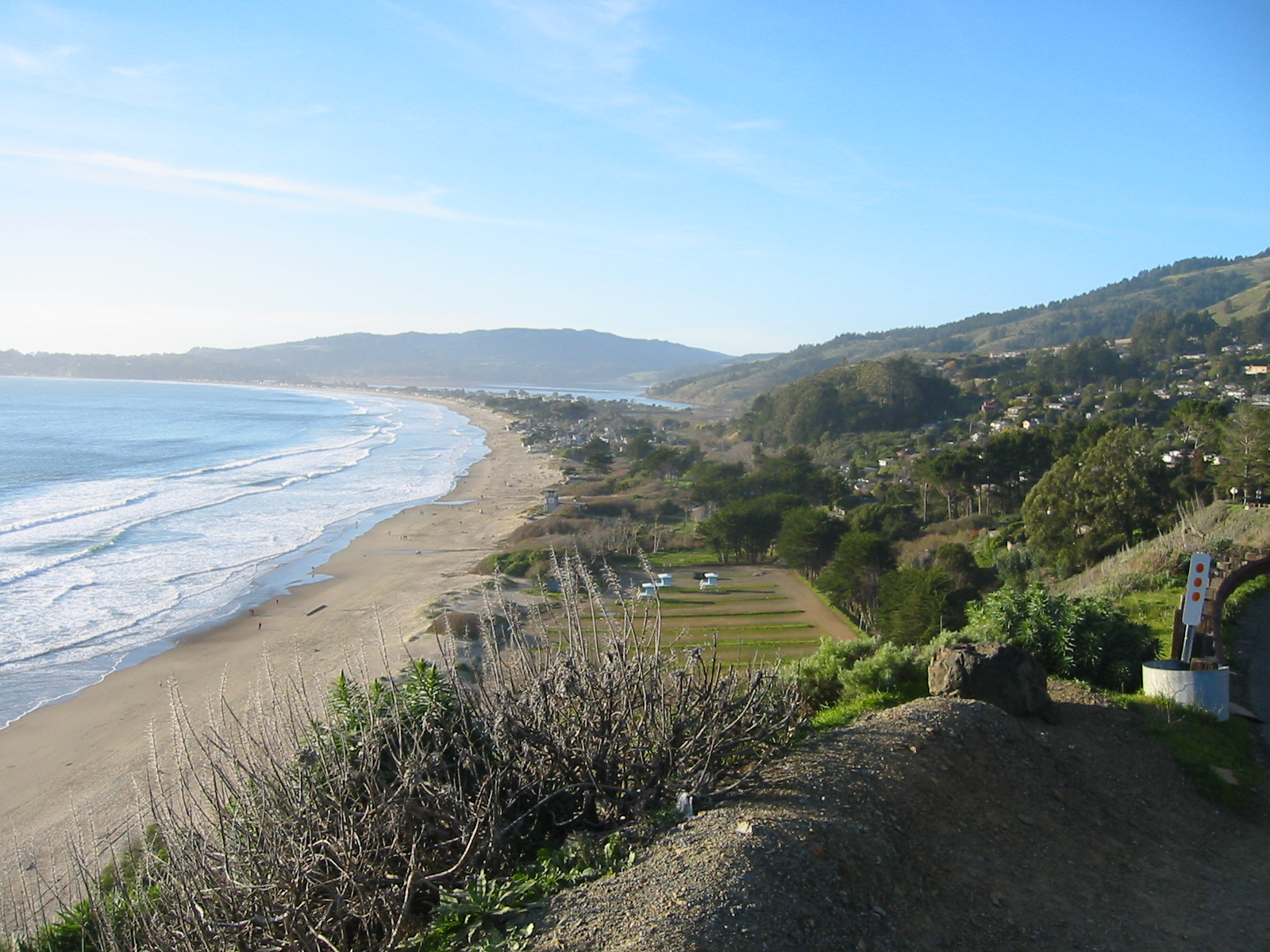
Stinson Beach

La contea di Marin, in inglese Marin County, è una contea dello Stato della California, negli Stati Uniti d'America. La popolazione al censimento del 2014 era di 260 750 abitanti. Il capoluogo di contea è San Rafael.

## Geografia fisica
La contea si trova nel centro-ovest dello Stato, nel nord-ovest della San Francisco Bay Area a nord di San Francisco, e si affaccia a ovest sull'Oceano Pacifico. Lo United States Census Bureau certifica che l'estensione della contea è di 2145 km², di cui 1346 km² composti da terra e i rimanenti 799 km² composti di acqua. La contea forma una penisola verso sud con l'Oceano Pacifico a ovest, la baia di San Pablo a est, la Baia di San Francisco a sud-est e la città di San Francisco a sud, a cui è collegata dal celebre Golden Gate Bridge. La contea comprende diverse aree protette e parchi nazionali e statali, tra cui il Marin Islands National Wildlife Refuge, il Point Reyes National Seashore e il Muir Woods National Monument.
Nella contea si trova anche il carcere di San Quentin.

### Contee confinanti
- Contea di Sonoma - nord
- Contea di Solano - est
- Contea di Contra Costa - est
- Contea di San Francisco - sud

## Storia
La contea è una delle 27 contee originarie della California e fu costituita nel 1850. L'origine del nome è incerta. Una versione è che fu chiamata così in onore di Capo Marin della tribù Licatiut che abitava l'area e combatté contro i coloni spagnoli. Un'altra versione è che la baia tra San Pedro e San Quentin fosse chiamata Bahía de Nuestra Señora del Rosario la Marinera e il nome ne sarebbe un'abbreviazione.

## Economia
La contea è nota in tutto il mondo per le sue bellezze naturali, per la politica liberal e per la sua ricchezza (è la contea con il più alto reddito pro capite degli Stati Uniti). Il primato nei redditi è dovuto a città come Belvedere, Kentfield, Ross, Tiburon e a certe zone di Mill Valley, Sausalito e San Rafael. Non mancano, tuttavia, zone urbane a basso reddito e le differenze tra i due estremi sono un ricorrente argomento di dibattito, a partire dagli anni ottanta.
Entro i confini della contea si trova lo Skywalker Ranch di George Lucas. La Lucasfilm ha peraltro, abbandonato la sua sede di San Rafael per trasferirsi a San Francisco, nell'area del Presidio. A Marin rimangono numerose aziende impegnate nell'alta tecnologia, come la Autodesk, che pubblica AutoCAD.

## Comuni[5]

### Cities
- Belvedere
- Larkspur
- Mill Valley
- Novato
- San Rafael (capoluogo)
- Sausalito

### Towns
- Corte Madera
- Fairfax
- Ross
- San Anselmo
- Tiburon

### Census-designated places
| - Alto - Black Point-Green Point - Bolinas - Dillon Beach - Inverness - Kentfield - Lagunitas-Forest Knolls | - Lucas Valley-Marinwood - Marin City - Muir Beach - Nicasio - Point Reyes Station - San Geronimo - Santa Venetia | - Sleepy Hollow - Stinson Beach - Strawberry - Tamalpais-Homestead Valley - Tomales - Woodacre |

## Infrastrutture e trasporti

### Principali strade ed autostrade
- Interstate 580
- U.S. Highway 101 (Redwood Highway)
- California State Route 1
- California State Route 37
- California State Route 131 (Tiburon Boulevard)